# Hana Tomanová
Hana Tomanová (* 18. ledna 1937) je česká politička, v 90. letech 20. století poslankyně České národní rady a Poslanecké sněmovny za ODS, později komunální politička v Pardubicích.

## Biografie
Absolvovala Fakultu tělesné výchovy a sportu Univerzity Karlovy v Praze a vystudovala i Těsnopisný ústav a postgraduální studium na Pedagogické fakultě (obor speciální pedagogika). Do roku 1992 působila jako pedagožka na Obchodní akademii v Pardubicích. V letech 1991–1992 byla místopředsedkyní oblastní rady ODS. Je vdaná, má dva syny.
Ve volbách v roce 1992 byla zvolena do České národní rady za ODS (volební obvod Východočeský kraj). Zasedala ve výboru výbor pro právní ochranu a bezpečnost (později oficiálně branný a bezpečnostní výbor) a byl členem mandátového a imunitního výboru. Od vzniku samostatné České republiky v lednu 1993 byla ČNR transformována na Poslaneckou sněmovnu Parlamentu České republiky. Zde setrvala do konce funkčního období parlamentu, tedy do voleb v roce 1996.
Za ODS kandidovala v senátních volbách roku 1996 neúspěšně za senátní obvod č. 43 - Pardubice. V 1. kole sice získala 36 % hlasů a byla nejsilnějším kandidátem, ale ve 2. kole ji porazila a senátorkou se stala Jaroslava Moserová.
Po skončení parlamentní politické kariéry se stala vysokoškolskou pedagožkou na Univerzitě Pardubice, kde učila na fakultě ekonomicko-správní. Angažovala se i v komunální politice. V komunálních volbách roku 2002, komunálních volbách roku 2006 a komunálních volbách roku 2010 byla za ODS zvolena do zastupitelstva městské části Pardubice I. Profesně se uvádí k roku 2002 jako vysokoškolská učitelka, k roku 2006 a 2010 jako starostka. Funkci starostky obvodu Pardubice I zastávala v letech 2002–2010. Kromě toho byla v komunálních volbách roku 1998 a komunálních volbách roku 2002 zvolena za ODS do celoměstského zastupitelstva Pardubic.